# 2003 YN107
2003 YN107 is een planetoïde die op 20 december 2003 werd ontdekt door de LINEAR-telescoop. Hij heeft een diameter tussen de 10 en 30 meter.